# 黄虎林
黄虎林（1909年—1978年），俄羅斯歸國朝僑，前蘇聯和朝鮮軍人。

## 經歷
1909年，黄虎林生於俄羅斯濱海省，1930年在列寧格勒州軍事工學學校畢業，德蘇戰爭時任工兵中隊長。1945年參加柏林戰役，戰後被拘留，同年秋復員，被派往北朝鮮協助成立朝鮮人民軍。
1946年、任保安幹部訓練大隊工兵部長，歷任作戰局長、副總参謀長，後因與屬游擊派的姜健相爭被逐，後回蘇聯到乌兹别克苏维埃社会主义共和国的集體農莊學校任軍事指導員，後到烏克蘭。
最高軍階是朝鮮人民軍上校，紅軍上尉。